# Премореност (безбедност)
Премореност је стање организма настало прикупљањем (акумулацијом) замора, као резултат несклада између замора и одмора. Често када се говори о појави замора, мешају се појмови »замор«, »премореност« и »умор«. Понекад се умором зове лаки облик замора. Ова збрка у појмовима проузрокована је вероватно страхом од примене речи »премореност«.

## Замор — умор — премореност (разлике)
Замор је законити процес привременог снижавања радне способности, који настаје као резултат активности или последица рада, било менталног било физичко. Замор је нормална и у оптималној мери корисна реакција на ма коју активност. Без замора у човеку се не развија ни издржљивост. Замор почиње да игра негативну улогу ако је толико изражен да се одражава на човекову радну способност или је толико порастао да постаје премореност (кумулација замора).
Умор је психичка појава доживљаја који проузрокује замор и често се меша са замором. Умор је по својој природи близак доживљају бола, глади и жеђи. За разлику од физичког замора који се јавља по групама активних мишића, умор је ментални замор који је везан за централни нервни и ендокрини систем а испољава се после дуготрајног интензивног ангажовања ових система.
Снага воље, емоционално узбуђење, интереси за рад, могу да компензирају али и да маскирају замор који наступа, што је потврђено бројним физиолошким и биолошким показатељима. Интерес за рад и неке људске активности може изазвати али и не мора појаву умора, јер се постојање умора може надокнадити замором, као стимуланс за повећање вољне пажње и да допринесе преуређењу структуре радних активности. Насупрот томе непостојање интересовања за рад, и лош емоционални статус доприносе појави знатно израженог умора, смањују радну способност пре него што настану физиолошке промене које карактерише замор.

## Теорије о преморености
Постоји већи број теорија о узроцима премора: теорија исцрпљивања, теорија токсина, теорија активације, итд .
Теорија исцрпљивања
Ова теорија подразумева потрошњу енергије потребне за рад после чега је организму потребно одређено време да ту енергију надокнади и буде способан за рад. Замор долази услед недостатка шећера и кисеоника у мишићима који су неопходни и при менталним процесима.
Теорија токсина
Теорија токсина или отрова подразумева да умор настаје услед стварања отровних материја у организму, првенствено, млечне киселине која утиче на рад мишића.
Теорија активације
Ова теорија претпоставља да ментални умор настаје као последица преосетљивости и менталних стресова и самим тим утиче и на смањену будност.
На основу ових теорија закључујемо да је премореност комплексна појава и да се она односи на смањење способности читавог организма.

## Значај
Премор је велики безбедности проблем у многим областима, људских делатности а посебно у саобраћају (друмском, речном ваздушном...), војсци (у току борбених дејстава, у ваздухопловству, ...), у многобројним привредним и другим делатностима (код сменских и других радника), јер може довести до повреда, погибије, оштећења имовине и катастрофалних несрећа.
Као последица премора ствара се предуслов за несигурно и небезбедно деловање. што са друге стране негативно утиче на унутрашње психичко и емоциоалне стање и небезбедно реаговање у одређеним људским активностима. Негативан утицај премора највише долази до изражаја у критичним ситуацијама, када човек треба реаговати брзо, адекватно и правовремено.

## Врсте премора-замора
У свакодневној пракси психологија разликује три врсте премора-замора који су у тесној међусобној вези;
- Физички, може изазвати дуготрајно седење у истом ставу, као и изражена физичка активност
- Умни, настаје у току дуготрајних активности и прати је пад пажње, концентрације, памћења..
- Емоционални, може изазвати јак страх у току радних активности (у току летења код пилота и космонаута, ратне активности код војника) брига за статус у служби код радника итд, што има за последицу јако психолошко умарање. Емоционалне промена су један од најранијих симптома преморености. Приликом тестирања пилота у току интензивних активности (летења) емоционалне промене у почетној фази преморености јављају се у 33% случајева, при лакој преморености у 52%, а при јако израженој преморености у 100%.

Исцрпљеност је тежак степен преморености и поједини аутори је називају исцрпљеност нервног система или неуроза исцрпљености.
Према Армстронгу и Шнајдеру (САД) премореност може бити;
- Акутна, и она је реверзибилна
- Хронична, која је најчешће иреверзибилна и најчешће настаје као последица „засићености“ одређеним људским активностима.

За одређивање акутне и хроничне преморености користи се Шнајдеров тест, бодовања који представља читав низ испитивања кардиоваскуларног система и један је од типичних примера тестирања у физиологији. Међутим ова тестирања су непотпуна и често не дају и реалну слику преморености па морају бити допуњена читавом батеријом психолошких и медицинских метода.

## Узроци
Према бројним истраживањима спроведеним у свету дошло се до закључка да су следећа три чиниоца од битног утицаја на појаву преморености;

### Циркадијална дисритмија
Циркадијална дисритмија, подразумева ремећење (десинхронизацију) нормалног биолошког сата, циркадијалног ритма, спољним узроцима (нпр. циклус дан—ноћ, светло—тама) и један је од битних чинилаца појаве преморености у готово свим професијама које своје активности обављају у сменама (возачи, пилоти, лекари, војници, полицајци итд), или у току рада пролазе кроз већи број часовних зона (пилоти, астронаути, стјуардесе итд). Циркадијални ритам има периодичност од 24 до 26 часова и карактеристичан је за правилно функционисање великиког број органских система, чија десинхронизација најчешће прво доводи до појаве премора. [
Извесна истраживања физиолога и психолога потврђују значај ритмичног понављања збивања у човеку на његово понашање и посебно, на његову радну активност. Актуелност тих истраживања је дошла до изражаја са ширењем сменског рада који у значајној мери нарушава уобичајене ритмове који се одвијају у човеку што има за последицу повећање броја повреда на раду, менталних потешкоћа и сл., пре свега због изражене појаве преморености.

### Лишавање сна
Лишавање сна, доводи до кумулације замора која резултује појавом преморености. Лишавање сна (који има свој адекватан период трајања) може бити изазвано;
- краћим трајања спавања, мање од 7-8 часова у 24 часа, што је уобичајено трајање сна за нормалан и здрав живот,
- дужим периодима будности, него што је то уобичајено, више од 16-17 часова у току 24 часа.

Лишавање сна доводи до бржег замарање и појаве преморености. Са друге стране кумулативно дејство неспавања уз изражен премор ремети нормалане процес спавања који се манифестују као;
- сањивост,
- несаница,
- површан сан
- отежано успављивање,
- отежано буђење.

Због ових поремећаја квалитет сна који је нарушен, честим буђењем и скраћеним временом трајања сна, настаје „зачарани круг“, који последично утиче на даље продубљивање премора због кумулативног ефекта лишавања сна.[

### Процес рада
Време трајања радног процеса и динамика активности и њен утицај на премор испољава се на следећи начин;[
- Дуже трајање радног процеса, већа од 7-8 часова. Промене у дневној рутини могу изазвати стресне поремећаје у функционисању организма, (који прати и премореност), због другачијег начина исхране и поремећенг спавања.
- Неуједначен распоред активности који почиње од лаких ка тежим према крају рада, појачава појаву премора.
- Однос између дужина трајања радног процеса у дневном и ноћном делу дана.

## Манифестације
Премор се најчешће манифестује измењљеним; сензорним и моторниим реакцијама, нарушеним умним делатностима, и емоционалним променама; 

### Сензорне реакције
Сензорне реакције, прате следеће промене остељивости разних чула;
- слаби ноћни вид,
- умањење електроосетљивост (ока, слуха, мириса, укуса),
- опадање осетљивост мишића,
- погоршање јасног вида.

### Моторне реакције
Моторне реакције, се манифестују 
- смањењем снаге мишића,
- погоршањем координације покрета
- појава некокрисних покрета,
- променама у и брзине реаговања на просте и сложене реакције,
- умањењењем тачности у сложеним реакцијама,

### Умна делатност
У умној свери премор се манифестује;
- смањењем интензитета пажње,
- тешкоћама у памћењу,
- умањеном способншћу премештања пажње.

### Емоционалне промене
Емоционалне манифестације премора су;
- млитавост, у току јутра,
- поремећај спавања (преморена особа тешко заспи и то је главни знак емоционалног премора),
- тешко буђење из сна,
- опседнутост истим мислима, ликовима и ситуационим сновима, која води у
- раздражљивост.

## Превенција преморености
- Правовремено откривање преморености је од изузетног значаја код одређених људских активности јер може спречити бројне нежељене последице (повреде, саобраћајне удесе, катастрофе, смрт).
- Правилно дозирање радних активности,
- Селекција људства за одређене радне активности,
- Психофизичка тренажа и стручна едукација  за обављање одређених активности,
- Правовремено откривање и лечење болести које могу бити од утицаја на премореност
- Психолошка, социолошка и ергономаска превенција